# Боррего, Ирене
Ирене Эсмеральда Боррего Паласиос (исп. Irene Esmeralda Borrego Palacios; родилась 11 марта 2001) — тяжелоатлетка из Мексики, бронзовый призёр чемпионата мира 2023 года.  

## Карьера
На своём дебютном чемпионате мира 2022 года в Боготе, в Колумбии в категории до 55 кг она стала десятой по сумме двух упражнений с результатом 190 кг.
В Саудовской Аравии, где состоялся Чемпионат мира по тяжёлой атлетике 2023 года, мексиканская спортсменка в категории до 55 кг завоевала бронзовую медаль чемпионата мира с результатом 199 кг по сумме двух упражнений. Малая бронзовая медаль в рывке также досталась ей с результатом 89 кг.  

## Спортивные результаты
| Год  | Соревнование   | Место проведения | Весовая категория | Рывок | Толчок | Сумма двоеборья | Место |
| 2022 | Чемпионат мира | Богота           | до 55 кг          | 85 кг | 105 кг | 190 кг          | 10    |
| 2023 | Чемпионат мира | Эр-Рияд          | до 55 кг          | 89 кг | 110 кг | 199 кг          | 3     |